# Undersea Kingdom
Undersea Kingdom é um seriado estadunidense de 1936, gênero aventura e ficção científica, dirigido por B. Reeves Eason e Joseph Kane, em 12 capítulos, estrelado por Ray Corrigan, Lois Wilde e Lon Chaney Jr.. O seriado foi produzido e distribuído pela Republic Pictures, veiculando nos cinemas estadunidenses a partir de 30 de maio de 1936. Foi o 2º dos 66 seriados produzidos pela Republic Pictures, e foi uma resposta ao seriado da Universal Pictures, Flash Gordon. Em 1966, foi lançada uma versão editada em 100 minutos, para a televisão, intitulada Sharad of Atlantis.
Após um terremoto suspeito detectado por uma série de sinais, o Professor Norton leva uma expedição, incluindo o Tenente Crash Corrigan e a repórter Diana Compton, em seu Rocket Submarine para o local suspeito de ser a Atlântida. Encontrando o continente perdido, eles se envolvem em uma guerra civil entre Sharad (com os White Robe) e o usurpador Unga Khan (com seus Black Robe), que pretende conquistar a Atlântida e, em seguida, destruir o mundo superior com terremotos gerados pelo seu Desintegrador. Assim, ele governará o mundo, a menos que possa ser impedido a tempo.
A estrela do seriado é Ray “Crash” Corrigan, usando esse nome na tela pela primeira vez. O nome foi criado para ter o som semelhante ao Flash Gordon, entre outras muitas semelhanças. Anteriormente um dublê – ele era a pessoa balançando nas cordas em Tarzan the Ape Man – Corrigan passou a usar este nome de tela para o resto de sua carreira em seriados e Westerns B.
Os dois primeiros capítulos do seriado foram ridicularizados no Show de TV Mystery Science Theater 3000.

## Sinopse

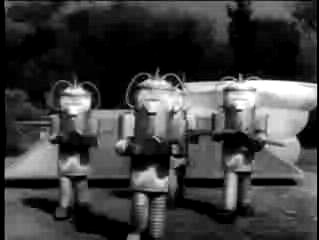
Os Volkites de Unga Khan emergem do "The Juggernaut"

O enredo gira em torno do personagem principal Tenente Crash Corrigan, tentando impedir que um governante tirano da Atlântida conquiste o continente perdido e, em seguida, o mundo superior.
Tenente Crash Corrigan, em seu último ano na Academia Naval dos Estados Unidos, é convidado por Billy Norton para visitar seu pai, o Professor Norton. Em sua casa, o professor está demonstrando sua nova invenção, que pode detectar e evitar (em curto alcance) terremotos, para Diana Compton, além de sua teoria sobre terremotos regulares na área onde a Atlântida costumava ser.
Quando o tirano da Atlântida Unga Khan e seu exército Black Robe ativam seu raio desintegrador, o Professor Norton leva uma expedição para investigar. Junto com ele em seu Rocket Submarine estão Crash, Diana, três marinheiros (Briny Deep, Salty e Joe) e seu papagaio de estimação, Sinbad. Desconhecido para a expedição é o fato de Billy, filho do Professor Norton, ter entrado clandestinamente no foguete.
Os problemas para a expedição começam quando Joe, responsável pela casa das máquinas, é enlouquecido pelo medo que o submarino não possa sobreviver a essas profundidades. Para provar isso, ele tranca a porta do quarto de motor e envia o submarino em um mergulho fatal. Assim que esta crise é evitada, Unga Khan e o Capitão Hakur os abordam e trazem através de um túnel para o mar interior, com um “raio magnético”.

## Elenco
- Ray "Crash" Corrigan … Crash Corrigan. O nome “Crash” Corrigan começou com este seriado[3]
- Lois Wilde … Diana Compton, Repórter do Times que acompanha a expedição para escrever a história
- Monte Blue … Unga Khan, tirano e líder dos Black Robes
- William Farnum … Sharad, Alto-Sacerdote da Atlântida e líder dos White Robes
- Boothe Howard … Ditmar, um dos Black Robes  de Unga Khan
- Raymond Hatton … Gasspom, um dos Black Robes  de Unga Khan
- C. Montague Shaw … Professor Norton, que lidera a expedição para a Alântida no Rocket Submarine
- Lee Van Atta … Billy Norton, filho do Professor Norton que embarca clandestino no submarino
- Smiley Burnette … Briny Deep, um marinheiro da expedição do Rocket Submarine
- Frankie Marvin … Salty, um marinheiro da expedição

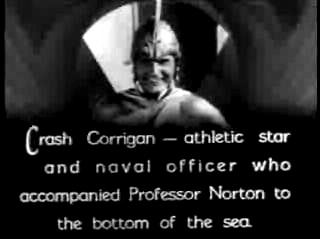
Crash Corrigan, no capítulo 2 de Undersea Kingdom

- Lon Chaney Jr. … Capitão Hakur, comandante dos Black Robe, capanga de Unga Khan. Captitão Hakur pode ter sido o mais “colorido capanga” feito por Lon Chaney Jr.[4]
- Lane Chandler … Darius, um dos White Robes
- Jack Mulhall … Tenente Andrews
- John Bradford .. Joe, um marinheiro da expedição do Professor Norton
- Malcolm McGregor … Zogg, um dos Black Robes  de Unga Khan
- Ralph Holmes … Martos, um dos White Robes
- John Merton … Moloch, Black Robe cuja vida é poupada por Corrigan e muda de lado
- Ernie Smith … Gourk, um dos Black Robes  de Unga Khan
- Lloyd Whitlock … Capitão Clinton

## Produção
Undersea Kingdom foi orçado em $81,924 porém seu custo final foi $99,222. Ele tem o orçamento mais baixo do que qualquer seriado da Republic, porém foi apenas o mais terceiro barato no custo de produção real. Foi filmado entre 3 e 28 de março de 1936, sob o número 417. Os seriados mais baratos foram os subseqüentes The Vigilantes Are Coming ($87,655) e, em 1938, The Fighting Devil Dogs ($92,569). Por comparação, a Universal Pictures gastou 350.000 para produzir o primeiro seriado de Flash Gordon.

### Dublês
- George DeNormand
- Tracy Layne
- Ted Mapes
- Eddie Parker
- Charles Schaeffer
- Tom Steele começou neste seriado sua carreira serial, e passou a trabalhar na maioria dos seriados subseqüentes produzidos pela Republic e pela Universal Pictures.[5]
- Bill Yrigoyen

### Efeitos especiais
- John T. Coyle
- The Lydecker brothers
- Bud Thackery

Entre os efeitos apresentados estão os Volkites (armas robóticas dos Black Robes), The Juggernaut (o tanque), Vol Planes (navios-foguete dos atlantis) e o Rocket Submarine do Professor Norton, além das cenas da torre de Unga Khan.
Esta foi a primeira vez que apareceram os "Republic Robot" (como no caso os "Volkites"). Apareceriam novamente em Mysterious Doctor Satan, em 1940, e em Zombies of the Stratosphere, em 1952. O fato foi parodiado em   The Adventures of Captain Proton, holo-novel de Star Trek: Voyager.
Alguns dos efeitos especiais do seriado:

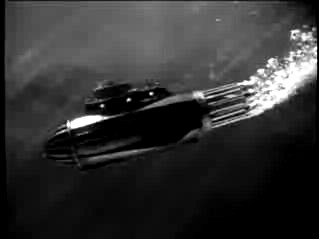
Rocket Submarine do Professor Norton
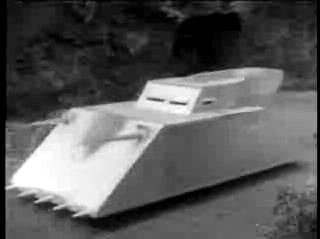
O tanque Juggernaut de Unga Khan
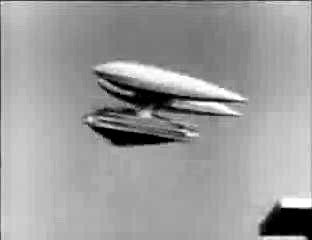
Um dos Vol Planes, de Unga Khan
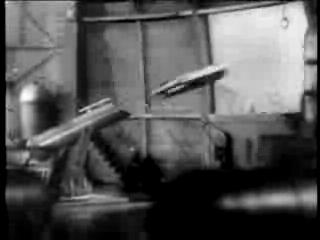
Um torpedo aéreo lançado da torre de Unga Khan

## Tecnologia de Unga Khan

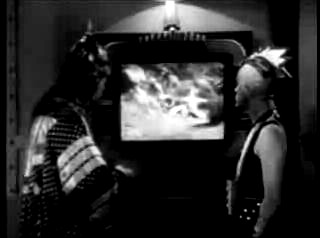
Unga Khan usando sua “Placa Refletora”

Enquanto a base tecnológica da Atlântida é muito baixa, aparentemente com espadachins, cavalaria e bigas, que são o principal tipo de força militar, os Black Robes de Unga Khan (ou Guarda Imperial) têm vários itens muito avançados da tecnologia.
O Desintegrador de Unga Khan é o enredo principal. Uma máquina capaz de criar artificialmente terremotos em um alvo preciso, é justamente esta a causa que leva a expedição do Professor Nortons à Atlântida, e também o meio pelo qual Unga Khan deseja conquistar ou destruir o mundo superior.
A Placa Refletora é o dispositivo mais onipresente em todo o seriado. Trata-se de uma tela que funciona como uma tela de exibição, ou videofone, na mais moderna ficção científica, e é usada para a comunicação entre duas placas ou, mais freqüentemente, para ver (e ouvir) qualquer local remoto. Câmeras ou microfones são aparentemente desnecessários para esta função, que parece não ter limites - visualiza a cidade sagrada, as áreas de Atlântida e o mundo superior sem problemas.
A Guarda Imperial de Unga Khan é formada pelos Volkites, uma espécie de robô controlado por um dispositivo de volumoso controle remoto usado frequentemente por Hakur. Eles também executam tarefas na torre, por exemplo, operando os Master Controls de outros dispositivos, tais como o Desintegrador quando ordenado por controle remoto (o controle remoto da maioria dos dispositivos é feito geralmente através de controlar remotamente os Volkites para que operem os Master Controls e para assim controlar remotamente o dispositivo real). Enquanto a Guarda Imperial usar espadas ou arcos, os Volkites estão armados com Armas Atômicas e armas de raio. Ocasionalmente, estes são usados por outros quando necessário, mas só quando tomados de um Volkite.
Em termos de veículos, Unga Khan tem um tanque denominado Juggernaut. Ele pode ser controlado remotamente, como também pode ser dirigido tanto por umVolkite quanto por um humano. Ele não tem nenhum armamento próprio, mas é usado como um aríete durante a guerra de cerco. Embora não usado frequentemente pelas forças de Unga Khan, há várias aeronaves chamados Vol Planes, também conhecidas como Sky Chariots pelos White Robes.
A torre de Unga Khan é armada com um Projetor que lança um Torpedo Aéreo, controlado remotamente. Unga Khan usa também sua Câmera de Transformação para mudar a mente das pessoas. É um dispositivo que faz com que a vítima se torne um escravo após lavagem cerebral. O efeito desaparece com o tempo e pode ser revertido pela Câmara.
O Raio Magnético é usado apenas uma vez para puxar o Rocket Submarine para a Atlântida (muito parecido com o raio trator de Star Wars ou Star Trek) no primeiro capítulo. No último capítulo, um Muro Invisível de Raios Atômicos é ativado para fornecer energia à torre de Unga Khan, como um escudo de força para protegê-lo contra o bombardeio de Estados Unidos. Finalmente, a torre tem também portas de correr automáticas e elevadores.
A mais avançada tecnologia aparentemente disponível para os adversários White Robes de Sharad são catapultas e lança-chamas, construídas nas paredes da Cidade Sagrada.

## Lançamento

### Cinemas
A data oficial do lançamenteo de Undersea Kingdom' é 30 de maio de 1936, no entanto, atualmente essa é considerada a data da liberação do 6º capítulo. Foi relançado em 15 de fevereiro de 1950, entre o lançamento de Radar Patrol vs. Spy King e The Invisible Monster.

### Televisão
Undersea Kingdom foi um dos muitos seriados da Republic a serem relançados na televisão em 1966. Foi renomeado Sharad of Atlantis, e essa versão foi diminuída para 100 minutos de duração.

## Recepção crítica
Nas plavras de Cline, Undersea Kingdom foi um "totally unbelievable - but visually enjoyable - twelve-chapter madhouse chase" (“totalmente incrível – mas visualmente agradável – doze capítulos de loucura”).

## Capítulos
1. Beneath the Ocean Floor (30 min 51s)
2. Undersea City (19 min 13s)
3. Arena of Death (18 min 58s)
4. Revenge of the Volkites (18 min 7s)
5. Prisoners of Atlantis (17 min 33s)
6. The Juggernaut Strikes (16 min 40s)
7. The Submarine Trap (17 min 20s)
8. Into the Metal Tower (16 min 49s)
9. Death in the Air (16 min 48s)
10. Atlantis Destroyed (17 min 28s)
11. Flaming Death (19 min 23s)
12. Ascent to the Upperworld (16 min 54s)

Fonte:

## Cliffhangers
Muitas das soluções para esses cliffhangers não coincidem com os eventos mostrados no cliffhanger anterior.
1. Sob o oceano: torpedos voadores causam um deslizamento de terra e jogam Crash e Billy em um penhasco, enquanto tentam escapar dos Volkites. Na solução para o cliffhanger, Crash e Billy protejam-se do outro lado do pico.
2. A cidade submarina: Crash é atingido por uma arma atômica e cai em um eixo do elevador. Na solução, Crash não cai, mas pega o lado do eixo e sobe.
3. Arena da morte: Crash é arrastado por trás de uma carruagem. Na solução, Crash sobe para a carruagem e a assume.
4. Vingança dos Volkites: durante um cerco, Crash e Moloch caem no caminho de uma carga de cavalaria dos Black Robe. Na solução, Crash e Moloch deita-se e saem ilesos, pois a carga passa em torno deles.
5. Prisioneiros da Atlântida: Diana é presa na “Câmara de Transformação” que faz lavagem cerebral. Na solução, Crash resgata Diana antes que o processo seja concluído.
6. Juggernaut: Crash, com Billy em suas costas, anda numa corda bamba em um abismo.
7. A armadilha submarina: Crash é pego por uma explosão quando uma flecha atinge os cilindros de “Priming Powder”. Na solução, Crash mergulha momentos antes da explosão.
8. Na torre de Metal: Crash é amarrado à frente do Juggernaut (o tanque dos Black Robe) nos portões da cidade sagrada. Na solução, apesar dos efeitos visíveis de colisão com o portão no capítulo anterior, desta vez, as portas estão abertas antes do impacto e o Juggernaut simplesmente entra no pátio.
9. Morte no ar: A aeronave dos heróis é derrubada por Unga Khan. Na solução, Crash, Billy e Professor Norton saem dos destroços sem lesões significativas.
10. Atlântida Destruída: Os heróis estão presos na cidade sagrada sob o bombardeio aéreo estratégico. Na solução, embora Sharad é morto quando uma coluna cai sobre ele, nenhum dos heróis é gravemente ferido.
11. Morte flamejante: Crash e o Professor Norton encontram-se nos jatos dos motores do foguete de Unga Khan. Na solução, Moloch é capturado em chamas e morre, mas Crash e Professor Norton escapam no abrigo em um nível mais baixo das cavernas sob a torre de Unga Khan.